# Huhe
Huhe (kinesiska: 护河) är en köping i östra Kina. Den ligger i Dangtu härad i staden Ma'anshan i provinsen Anhui,, omkring 130 kilometer öster om provinshuvudstaden Hefei. Antalet invånare är 26 841. Befolkningen består av 12 921 kvinnor och 13 920 män. Barn under 15 år utgör 14,0 %, vuxna 15-64 år 72 %, och äldre över 65 år 12,0 %.